# چسب غلتکی

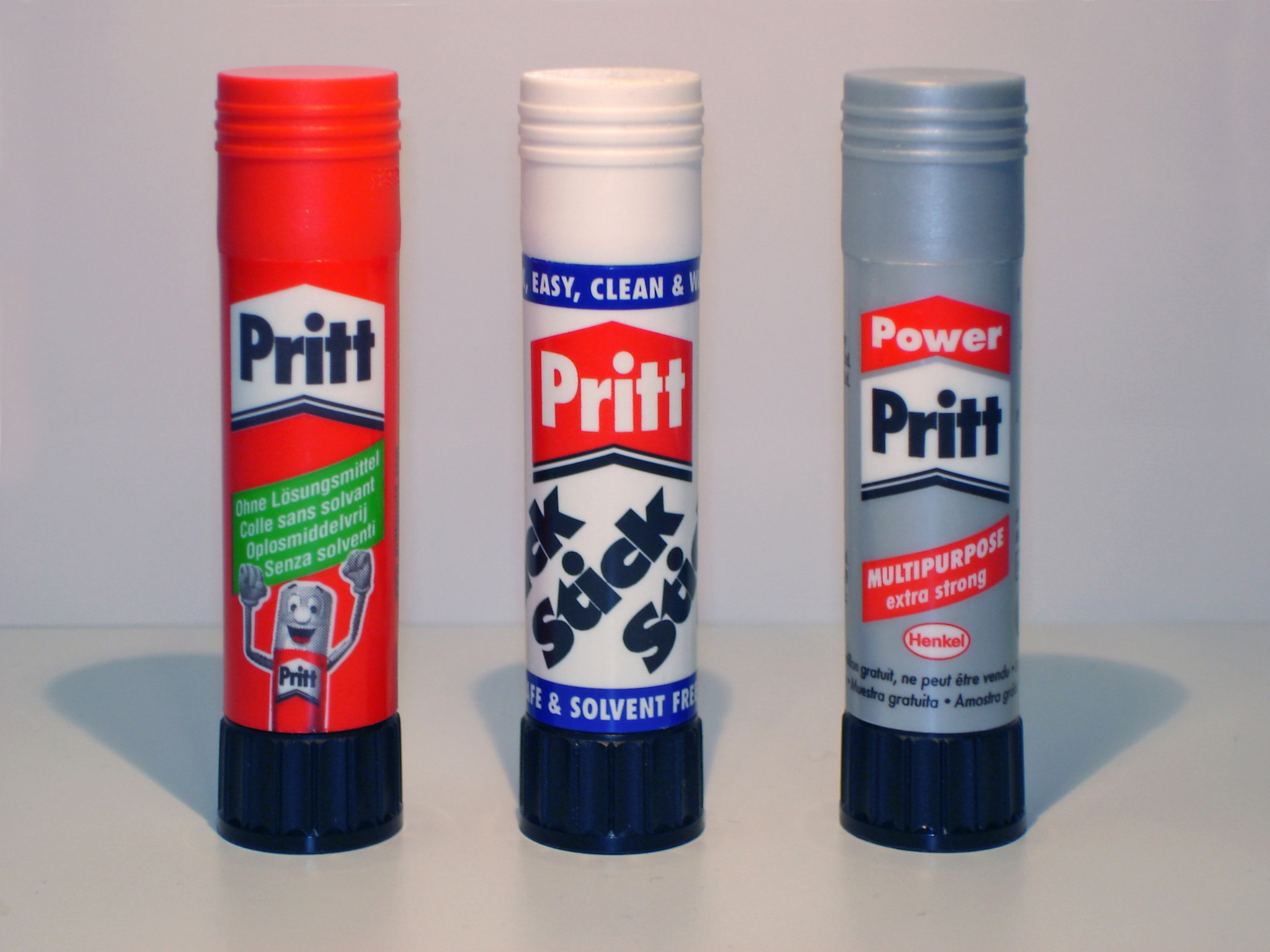
گلچینی از چسب‌های غلتکی تولید شده توسط پریت

چسب غلتکی (انگلیسی: Glue stick) یا چسب ماتیکی چسب‌های جامد و سختی هستند که در لوله‌های چرخشی یا فشاری قرار دارند. کاربران می‌توانند با نگه داشتن تیوب بازشده چسب، بدون اینکه انگشتان خود را کثیف کنند چسب را به سطح مورد نظر آغشته کنند.

## کاربرد
بیشتر چسب‌های غلتکی برای چسباندن کاغذ و کاغذ چاپ به هم طراحی شده‌اند و به اندازه برخی از انواع پایه-مایع قوی نیستند. آنها را می‌توان برای صنایع دستی و طراحی، استفاده در دفتر کار و در مدرسه استفاده کرد. انواع مختلف چسب غلتکی وجود دارد: دائمی، قابل شستشو، بدون اسید، غیر سمی، بدون حلال، و رنگ شده (به عنوان مثال برای دیدن محل استفاده از چسب).

## اندازه‌ها
چسب‌های غلتکی در اندازه‌های مختلفی عرضه می‌شوند که رایج‌ترین آنها ۸ گرم، ۲۲ گرم، ۲۵ گرم، ۳۶ گرم و ۴۳ گرم است.

## مواد تشکیل دهنده
مواد شناخته شده استفاده شده چسب غلتکی، پلی‌وینیل‌الکل (PVA) یا پلی‌وینیل‌پیرولیدون (PVP) می‌باشد.